# Ormyrus yemensis
Ormyrus yemensis is een vliesvleugelig insect uit de familie Ormyridae. De wetenschappelijke naam is voor het eerst geldig gepubliceerd in 2007 door Narendran.